# Afrogamasellus furculatus
Afrogamasellus furculatus är en spindeldjursart som beskrevs av Wolfgang Karg 1979. Afrogamasellus furculatus ingår i släktet Afrogamasellus och familjen Rhodacaridae. Inga underarter finns listade i Catalogue of Life.